# Inti-Illimani 6
Inti-Illimani 6 è un album del gruppo musicale cileno Inti-Illimani, pubblicato nel 1977. È il loro sesto album pubblicato in Italia durante l'esilio.

## Descrizione
Registrato a cavallo tra il 1976 e il 1977, questo disco torna ai temi e alle scelte musicali affrontati due anni prima in Inti-Illimani 4 - Hacia la libertad e quindi si caratterizza per essere composto quasi totalmente da materiali del tutto inediti. Unica eccezione è la reincisione (per la quarta volta) di Juanito Laguna remonta un barrilete, uno tra i primissimi brani registrati dal gruppo, tuttora frequentemente eseguito dal vivo.
Le altre nove tracce ci presentano alcune canzoni scritte da componenti del gruppo e legate strettamente all'attualità cilena (Todas la lluvias, No nos someterán, Alborada vendrá) unitamente a brani di autori del movimento della Nueva Canción Chilena: Sergio Ortega, Patricio Manns e Víctor Jara, del quale recuperano 2 brani. 
Non avendo sufficienti brani pronti per il disco che, da contratto, dovevano fare, gli Inti-Illimani si rivolserò a Sergio Ortega, il quale suggerì e arrangiò metà delle canzoni del disco (le tracce 1, 3, 4, 8 e 10). Questo fatto diede al disco una sorta di doppia anima: da un lato i brani preparati e arrangiati dal gruppo, del tutto vicini al mood che avevano in quegli anni, dall'altro brani che gli Inti non sentiranno mai come propri al 100%. Non mancarono anche alcune frizioni tra il gruppo e Ortega durante la lavorazione del disco.
Nella prima edizione italiana il disco mostra in copertina l'immagine di alcuni volti disegnati in bianco e nero ed è semplicemente intitolato Inti-Illimani 6, come da consuetudine per le produzioni del gruppo in quegli anni. All'interno del disco compare un breve scritto di Víctor Jara tratto dal suo disco La población. 
Alla fine degli anni settanta, quando la EMI acquisisce il catalogo italiano degli Inti-Illimani, il disco viene ristampato modificandone completamente la grafica originale e con il titolo Inti-Illimani 6 - Chile resistencia: in questa copertina compare un disegno, opera del cileno Jorge Salas, raffigurante un uomo con un ampio mantello e una donna entrambi su un cavallo lanciato al galoppo sotto un arcobaleno. Questa edizione sarà alla base di tutte le successive ristampe del disco, compresa quella che a metà degli anni novanta farà la CGD nel rieditare il disco in formato CD.
Il disco fu pubblicato, in tempi diversi, in svariati paesi del mondo, sempre con identica track-list, ma con la copertina a volte modificata e, in alcuni casi, anche con il titolo modificato.

### Brani
- Vigorosa e potente è Chile Resistencia in cui l'elaborazione armonica è ad alto livello, un forte accordo di undicesima che si risolve su una settima scandita dal basso per avviare al brano in minore è una forma di introduzione ormai lontana dalla semplicità dei brani di carattere andino. Il ritmo binario e perentorio non è neanche paragonabile a quello di el pueblo unido... almeno per via del commento della chitarra con bassi i scanditi fortemente da rasgueadi. Neanche il ritornello (seppur di struttura simile) somiglia a quello sempre di el pueblo unido, inizia in crescendo ed esplode con un colpo di temburello (ad imitare un colpo di piatti). La progressione armonica, di ispirazione Bachiana, che sostiene il ritornello nel crescendo è ben studiata sia per il supporto strumentale che per l'esecuzione vocale.
- In Luchin troviamo il riassunto di tutto il talento guadagnato, dall'arpeggio di chitarra dissonante ai vocalizzi ormai tipici del gruppo, dai tocchi sonori e misteriosi del tiple, tra gli stacchi di strofa, al canto della quena che tiene una linea melodica con il basso di chitarra e i rintocchi stessi del tiple.
- In America Novia Mia si evidenzia come con semplici accordi e con il giusto ritmo si possa creare tutto, il brano è tranquillo e solare, il calore di un testo che parla d'amore ad una terra come fosse la donna amata emana dalle note calde della chitarra in un giro di accordi modale con l'effetto tipico del passaggio maggiore minore tra la prima e la seconda strofa, la seconda strofa cantata in coro ha una progressione che gli conferisce un tono esortativo supplichevole che arriva nel ritornello con aggiunto il charango mediante una settima per il cambio di tonalità, solo nel ritornello compare una settima minore e nello stacco con le quenas vi è la chitarra che tiene un accordo fermo a vuoto, notoriamente dissonante.
- A Luis Emilio Recabarren, cantata da Horacio Salinas per la prima metà e da Josè Seves nella seconda, inizia con un semplicissimo accordo minore e con accordi modali scontati volge però ad un ritornello forte e contrastante con l'inizio in cui la chitarra insegue con ritmo stoppato la quena. Lo stesso ritornello nella seconda fase è ancora più marcato dalle note del tiple e dalla seconda quena ed ha una struttura armonica ancora più complessa.
- Lo stile di No nos Someteran è ancora più lontano dagli schemi iniziali ed è prossimo allo stile proprio del gruppo. Il discorso musicale di questo brano è complesso ed il ritornello è un capolavoro di arte arrangiativa (Gli armonici del charango ed il successivo rasgeado rafforzano il discorso, la pausa del primo ritornello che resta un attimo in bilico, il sottofondo del tiple prima della quena dopo in ritardo di levare durante le strofe).
- La canzone di Juanito Laguna con il suo Barrilete è un altro capolavoro di commoventi immagini sostenute dalla musica, anche qui la quena è toccante assieme agli accordi dissonanti e l'immagine infantile e fantastica contrasta con quella più reale di Luchin.
- Alborada Vendrà è una zamba[1] sonora e luminosa con un sapiente lavoro di concerto di due chitarre che suonano al falso unisono, elaborata e ben armonizzata è l'introduzione, suggestive e seducenti le strofe cantate in sottovoce che volgono in crescendo al ritornello che son un passaggio maggiore minore è pregevole esempio di progressione minore maggiore diminuita che sfocia in maggiore con progressione a calare che con supporto di pedale vocale polifonico si conclude con orgoglio in un coro gioioso con un'altra progressione incalzante che volge al finale.
- Todas las lluvias è una pericona nella quale compare un contrappunto per violino, scritto da Horacio Salinas, affidato a Horacio Duran che torna a usare questo strumento dopo averlo abbandonato per molti anni.[1]

## Tracce
1. Chile resistencia (Sergio Ortega) – 2:21
2. Luchin (Víctor Jara) – 3:03
3. Creemos el hombre nuevo (Giorgio Gaslini, Rafael Alberti) – 2:38
4. Naciste de los leñadores (Sergio Ortega, Pablo Neruda) – 5:28
5. Todas las lluvias (José Seves, Desiderio Arenas) – 2:52
6. America novia mia (Patricio Manns) – 3:29
7. A Luis Emilio Recabarren (Víctor Jara) – 2:35
8. No nos someteran (Sergio Ortega, Inti-Illimani) – 2:33
9. Juanito Laguna remonta un barrilete (Hamlet Lima Quintana, Iván René Cosentino) – 4:57
10. Alborada vendrà (Sergio Ortega, Claudio Iturra, Inti-Illimani) – 2:46

Durata totale: 32:42

## Formazione
- Jorge Coulón
- Max Berrú
- Horacio Salinas
- Horacio Duran
- José Miguel Camus
- Josè Seves

## Edizioni
- Italia:
  - I Dischi Dello Zodiaco VPA 8355, 1977 (con il titolo Inti-Illimani 6)
  - EMI Italiana 3C 054 - 62164, 1979 (con il titolo Chile resistencia)
  - Inti-Illimani/Errebiesse VRMLP116, 1983 (con il titolo Chile resistencia)
- Spagna: Movieplay 17.1249/7, 1977 (con il titolo Resistencia)
- Colombia: Fonoson S 25156, 1986 (con il titolo Resistencia)
- Francia: L'Escargot ESC 366, 1978 (con il titolo Chile resistencia)
- Germania Ovest: Pläne records G-P-0290, 1978 (con il titolo Resistencia)
- Messico: Discos pueblo DP 1029, 1979 (con il titolo Alborada vendra)
- USA: Monitor records MFS 794, 1978, (con il titolo Alborada vendra - A new day will dawn)